# آنینا راجاهتا
آنینا راجاهتا (انگلیسی: Annina Rajahuhta؛ زادهٔ ۸ مارس ۱۹۸۹) بازیکن هاکی روی یخ اهل فنلاند است.

## حرفه بازی کردن
در فنلاند، او برای HPK Kiekkonaiset در Naisten SM-sarja (لیگ ملی زنان فنلاند که در سال 2017 به Naisten Liiga تغییر نام داد) بازی کرد. برای فصل 2011–12 CWHL، راجاهوهتا به برلینگتون باراکوداس پیوست. در بازی مدال برنز مسابقات جهانی زنان IIHF 2012، Annina Rajahuhta یک گل به ثمر رساند.
فنلاند با نتیجه 6-2 مغلوب سوئیس شد.